# Тополовград
Топо́ловград (болг. Тополовград) — місто в Хасковській області Болгарії. Адміністративний центр общини Тополовград.

## Населення
За даними перепису населення 2011 року у місті проживали 5588 осіб.
Національний склад населення міста:
| Національність   | Кількість осіб | Відсоток |
| ---------------- | -------------- | -------- |
| болгари          | 5013           | 92,7%    |
| цигани           | 369            | 6,8%     |
| турки            | 4              | 0,1%     |
| інша             | 12             | 0,2%     |
| не визначились   | 11             | 0,2%     |
| Всього відповіли | 5409           |          |

Розподіл населення за віком у 2011 році:
Динаміка населення:

## Уродженці
- Александр Цветков (1914—1990) – болгарський шахіст.